# مارشملو (آهنگساز)
کریستوفر کامستاک (به انگلیسی: Christopher Comstock)، (زادهٔ ۱۹ مه ۱۹۹۲) که بیشتر با نام هنری‌اش مارشملو شناخته می‌شود، یک تهیه‌کنندهٔ موسیقی رقص الکترونیک و دی‌جی اهل آمریکا است. او در ابتدا با ریمیکس آهنگ‌هایی از Jack Ü و زد توجهات بین‌المللی را به خود جلب کرد و پس از آن با هنرمندانی همچون Omar LinX, Ookay, Jauz و Slushii همکاری کرد. وی با آرش خواننده ایرانی نیز در آهنگ «لوندیا» همکاری داشته‌است. ژانویهٔ ۲۰۱۷ آهنگی از او با نام «تنها» (Alone) در فهرست ۱۰۰ آهنگ داغ بیلبورد قرار گرفت. مارشملو ۲۵ اکتبر ۲۰۱۷ ترانه‌ای به نام «گرگ‌ها» را با همکاری سلنا گومز خوانندهٔ آمریکایی منتشر کرد؛ و آهنگ جدیدی با همراهی هالزی منتشر کرده‌است.
او همچنین با کاور کردن کارلا در wwe قهرمان کمربند ۲۴/۷ شد.
او در فینال لیگ قهرمانان اروپا ۲۰۲۱ نیز اجرا داشت

## فعالیت

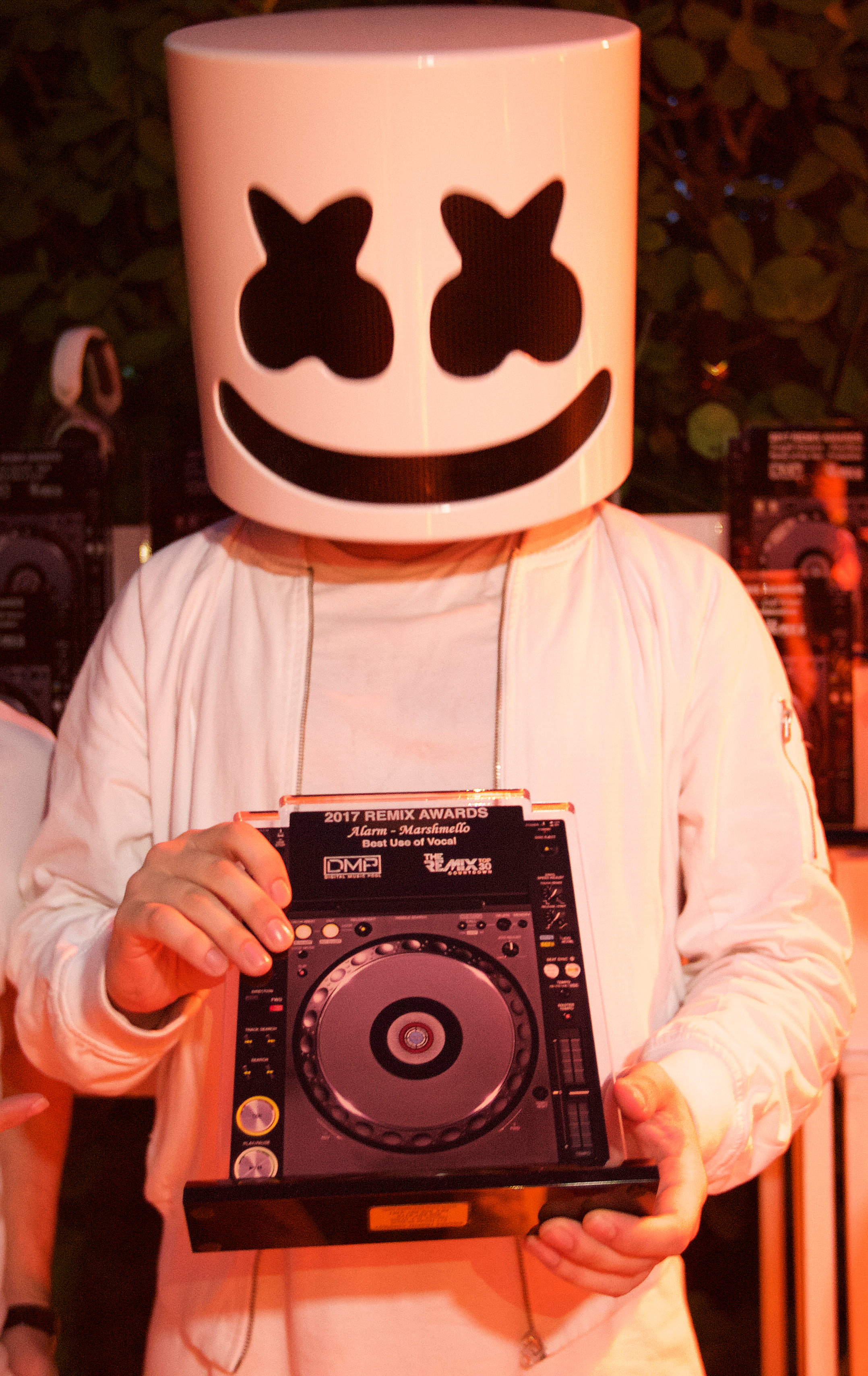
دریافت جایزه ریمیکس توسط مارشملو در سال 2017 از تهیه کنندگان شان همیلتون و اریک هرتزوگ در جوایز ریمیکس در میامی، فلوریدا.

مارشملو نخستین آهنگ اصلی خود "Wavez" را در صفحه ساوندکلاود در ماه‌های ابتدایی سال ۲۰۱۵ منتشر کرد. پس از انتشار ترانه‌های بیشتر، موسیقی دانانی همچون اسکریلکس شروع به حمایت از او کرده و آهنگ مارشملو با نام "Find Me" را مجدداً در ساوندکلاود انتشار داده و به پیشرفت وی کمک کردند. اندکی پس از آن، او نمایش‌هایی اسکلهٔ ۹۴ نیویورک، پومونا، جشنواره HARD Day of the Dead در کالیفرنیا و هفته موسیقی میامی اجرا کرد.

## ظاهر
مارشملو در مکان‌های عمومی از یک سرپوش ویژه بهره می‌برد. از همین رو، هویت او در ابتدا نامعلوم بود. اما در آوریل ۲۰۱۷ نام وی توسط نشریهٔ فوربز، کریستین کامستاک (Christian Comstock) اعلام شد که با نام دات‌کام (Dotcom) نیز شناخته می‌شود و سبک کارهایش بسیار به مارشملو شباهت دارد. علاوه بر این اسکریلکس هم در مصاحبه‌ای مارشملو را با عنوان کریس مورد خطاب قرار داد. اینکه مدیر برنامه‌های هر دو مو شالیزی (Moe Shalizi) است و ادعا شده خالکوبی و تاریخ تولد هر دو نیز یکسان است، به این احتمال قوت می‌بخشد.

## آلبوم‌های استدیویی
- Joytime (2016)
- Joytime II (2018)
- Joytime III (2019)
- 'Shockwave (2021)[۱۱]